# Kaunasi Autóbuszgyár
A Kaunasi Autóbuszgyár, rövidítve KAG (litvánul: KAG – Kauno autobusų gamykla) litvániai járműgyártó vállalat volt Kaunasban. A gyár elődjét az 1930-as években alapították. Legismertebb és legnagyobb mennyiségben gyártott modellje a GAZ–51-es tehergépkocsi alvázára épített KAG–3 autóbusz volt. 1979-es megszűnéséig több mint 12 ezer darab járművet állított elő.

## Története
A Kaunasi Járműjavító Üzemet (KAG, orosz rövidítéssel KARZ) 1948-ban hozták létre az 1944-ben alapított 3. sz. járműjavító üzem alapjain. Utóbbi pedig a két világháború között Litvániában működött Amlit (Amerikos lietuvių akcinės bendrovės, magyarul: Amerikai litvánok részvénytársasága) cég Kaunasban, a Kęstučio utcában lévőjármű üzeméből jött létre, ahol 1924-től már készítettek kisebb autóbuszokat Ford és más amerikai gyártók alvázakra építve.  
A KAG a háború utáni első években csak tehergépkocsik és autóbuszok, főleg GAZ–MM és ZiSZ–5 típusok javításával foglalkozott.
A második világháborúban a közlekedési eszközök jelentős része is elpusztult, ezért nagy igény mutatkozott új járművek forgalomba állítására a Szovjetunióhoz csatolt Litvániában is. Amint a kaunasi üzem számára elérhetővé váltak a szovjet járműipar által előállított teherautóalvázak, azokra alapozva elkezdődött a buszok gyártása. 
Az első Kaunasban gyártott modell a Leningrádi Autóközlekedési Igazgatóság (ATUL) járműjavító üzemének az L–1-es autóbusza volt, amely a ZiSZ–150-es tehergépkocsi alvázára épült. A buszt 1949-től 1952-ig gyártották Kaunasban, azonos típusjelzéssel, és kisebb módosításoktól eltekintve lényegében változatlan konstrukcióval, a leningrádival megegyező fa felépítménnyel. Ezek a buszok az 1950-es években Litvánia nagyobb városaiban (Vilnius, Kaunas, Klaipėda) közlekedtek, majd a közforgalomból történt selejtezésük után különböző vállalatokhoz kerültek.
Az 1950-es évek elején a Kaunasi Járműjavító Üzem elkezdte a GAZ–51-es tehergépkocsik javítását is. Ez lehetőséget biztosított a cégnek, hogy GAZ–51-es alvázra is építsen buszkarosszériát. Ez a Gorkiji Autóbuszgyár (GZA) GAZ–51-en alapuló véve GZA–651-es autóbuszának a helyi másolata volt. A KAG műszaki lehetőségei szerényebben voltak, mint a GZA-é, ezért a kaunasi KAG–1 egyszerűbb vonalvezetésű, szögletesebb karosszériával készült. A KAG–1-t 1952-től gyártották Kaunasban. A KAG–1 hosszabb változata volt a KAG–2.
Az üzem időközben kinőtte a Kaunas központi részén, a Kęstučio utcában található telephelyét, ahol további bővítésre már nem volt mód. Ezért az üzem kiköltözött a város külső részére, a Šančiai városrészébe. Ott vasúti kapcsolat is rendelkezésre állt, így a Gorkijból vasúton érkező alvázak szállítása egyszerűbbé vált. Ettől az időszaktól az üzemet már Kaunasi Autóbuszgyárnak nevezték.
Az 1950-es évek közepén áttervezték a KAG–1-es típust V. Paulavičius mérnök vezetésével. A busz a már idejétmúlt csőrös kialakítás helyett vagon elrendezésű karosszériát kapott. A busz maga modernebb megjelenésű lett, de műszakilag lényegében nem változott. Az elődjénél nagyobb, 23 ülőhellyel rendelkező karosszéria továbbra is fából készült. A karosszéria vázát kőrisfából és bükkfából készítették, borítólemezként pedig a repülőgépgyártásban is használt rétegeslemezt alkalmaztak. 1956-tól gyártották, és évente átlagosan 350 darab készült belőle Kaunasban.
A sorozatgyártás során több kisebb átalakításon esett át. Négy nagy gyártási sorozata ismert. A járműnek több speciális változata is készült. Ilyen volt a zártszekrényes kivitelű tehergépkocsi, kenyérszállító jármű, útkarbantartó műhelykocsi, tűzszerész jármű, valamint mozgó szolgáltató jármű.
A KAG–3 alapul szolgált más járműhöz is. 1962-ben a Nem Szabványos Járművek Krasznodari Gépgyára (KMZNO, később AvtoKubany) kapott sürgős megbízást a Szovjetunió Kulturális Minisztériumától egy agitációs és kulturális célokat szolgáló autóbusz (lényegében egy mozgó könyvtár) elkészítésére. Az szoros határidő miatt a KMZNO a KAG– 3 dokumentációja alapján készítette el a Kubany–62 autóbuszt.
Az 1950-es évek végén a teljesen elavult KAG–3 felváltására a KAG mérnökei elkészítették a KAG–4-es modell terveit, amely már fém karosszériát kapott és a PAZ–652 panorámaablakait építették be. A KAG–4 3,5 tonnát nyomott, így 300 kg-mal volt könnyebb, mint a KAG–3. 1959-ben két kísérleti példányt építettek, de végül nem kerültek sorozatgyártásba. 1959-ben a KAG–4-et alapul véve elkészült a KAG–41 teherszállító is, szintén csak egy példányban.
A hasonló kategóriájú, de modernebb PAZ–652 és LAZ–695B gyártásának a felfutásával egyre csökkent az igény az elavult KAG–3 iránt, ezért a gyártása visszaesett. A KAG-nál 1961-ben beszüntették az autóbuszgyártást és az üzem újra járműjavító üzem lett. A KAG 1979-ben az Ikarus buszok, majd 1981-től KamAZ teherautók javítását is elkezdte. Utóbbinál a KAG volt márka központi javítóbázisa a Baltikumban és a Leningrádi területen.
Fennállása alatt a KAG kb. 12 ezer karosszériát állított elő. A gyártott autóbuszok mennyisége azonban ennél kisebb, mert egy-egy autóbusz több karosszériát is elfogyaszthatott. És egy alvázra három-négy karosszéria is került a jármű életciklusa alatt, gyakran más konfigurációban visszaépítve.
Az üzemet 1993. január 15-én zárták be véglegesen.

## Gyártmányai

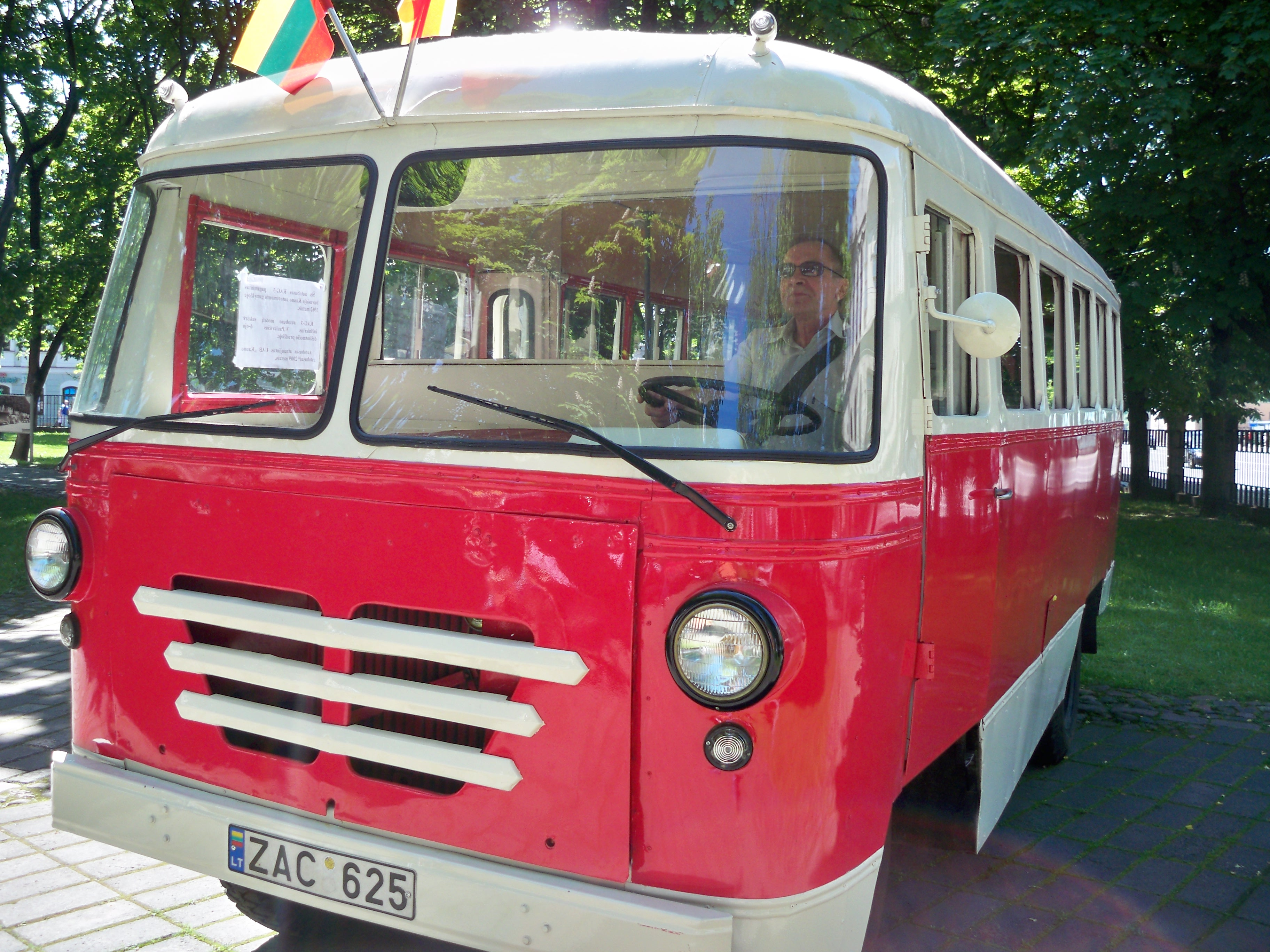
KAG–3 autóbusz Kaunasban

- L–1 – a ZiSZ–150-es tehergépkocsi alvázára épített autóbusz, megegyezik a leningrádi L–1 autóbusszal
- KAG–1 – A GAZ–51-es tehergépkocsi alvázára épített 19 üléses autóbusz
- KAG–2 – a KAG–1 hosszabbított változata, nem gyártották sorozatban
- KAG–3 – 23 ülőhellyel és 7 pállóhellyel rendelkező autóbusz, amely a GAZ–51 alvázon alapul.
- KAG–31 – a KAG–3 zártszekrényes tehergépkocsi változata
- KAG–32 – a KAG–3 kenyérszállító változata
- KAG–33KT– közútkezelő szervezetek számára gyártott szolgálati jármű, vegyes, utas- és teherszállító kivitelben
- KAG–34 – tűzszerész jármű robbanóanyagok szállítására
- KAG–317 – szolgáltatójármű (pl. mozgó bolt, műhely)
- KAG–4 – továbbfejlesztett, fémkarosszériával épített autóbizs. Csak két prototípusa készült.
- KAG–41 – a KAG–4 zártszekrényes teherszállító változata